# Montreuil-sous-Pérouse
Montreuil-sous-Pérouse település Franciaországban, Ille-et-Vilaine megyében. Lakosainak száma 1041 fő (2022. január 1.). Montreuil-sous-Pérouse Champeaux, Balazé, Landavran, Pocé-les-Bois, Taillis és Vitré községekkel határos.

## Népesség
A település népességének változása:
| Lakosok száma | 509  | 798  | 889  | 1027 | 1029 | 1023 | 1015 | 1006 | 1018 | 1041 |
|               | 1968 | 1982 | 1990 | 2006 | 2013 | 2015 | 2017 | 2019 | 2020 | 2022 |